# Koivistolaiset

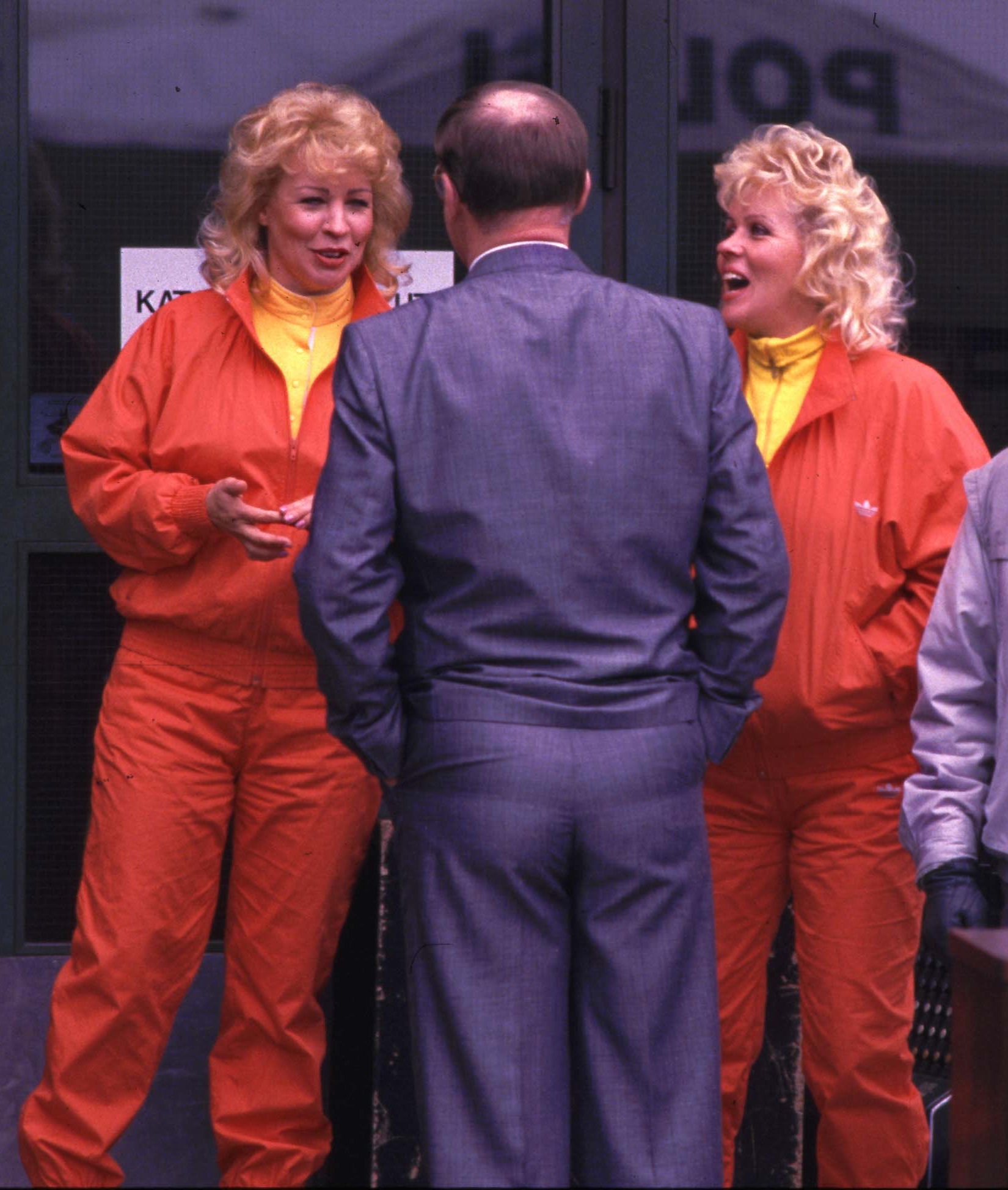
Koivistolaiset (1987)

Koivistolaiset ist ein finnisches Schlagerduo, bestehend aus den Schwestern Anja (* 1946) und Anneli Koivisto (* 1943).

## Werdegang
Als Backgroundsängerinnen unterstützten sie Markku Aro beim Eurovision Song Contest 1971 in Dublin, der dem Gespann den achten Platz einbrachte. Weiterhin veröffentlichte das Geschwisterduo einige finnischsprachige Singles in den 1970er Jahren, davon oft Coverversionen bekannter Titel.